# Onthophagus rufovirens
Onthophagus rufovirens là một loài bọ cánh cứng trong họ Bọ hung (Scarabaeidae).